# Ǵorǵi Hristow
Ǵorǵi Christow (mac. Ѓорѓи Христов, ur. 30 stycznia 1976 w Bitoli) – macedoński piłkarz grający na pozycji napastnika. W swojej karierze rozegrał 48 meczów w reprezentacji Macedonii i strzelił w niej 16 goli.

## Kariera klubowa
Karierę piłkarską Christow rozpoczął w klubie FK Pelister. W 1993 roku awansował do kadry pierwszego zespołu i w sezonie 1993/1994 zadebiutował w jego barwach w pierwszej lidze macedońskiej. W 1994 roku awansował z Pelisterem do finału Pucharu Macedonii, a następnie odszedł do Partizana Belgrad. W latach 1996–1997 wywalczył z nim mistrzostwo Jugosławii. Natomiast w 1998 roku zdobył Puchar Jugosławii.
Latem 1997 roku Christow przeszedł za 1,5 miliona funtów do klubu Premier League, Barnsley. W Barnsley zadebiutował 8 sierpnia 1997 w przegranym 1:2 domowym meczu z West Ham United. W 1998 roku spadł z Barnsley do Division One i grał w nim jeszcze przez 2 lata.
W 2000 roku Christow odszedł do NEC Nijmegen. W Eredivisie swój debiut zanotował 20 sierpnia 2000 w meczu z RBC Roosendaal (2:3), w którym strzelił gola. W kolejnych dwóch meczach NEC: z FC Groningen (4:4) i z SBV Vitesse (4:1) ustrzelił hat tricki. Łącznie w sezonie 2000/2001 strzelił 15 bramek dla NEC. W 2003 roku odszedł z klubu do FC Zwolle, gdzie grał przez rok.
W 2004 roku Christow odszedł do szkockiego Dunfermline Athletic. Jesienią 2005 występował w węgierskim Debreceni VSC (w sezonie 2005/2006 wywalczył z nim mistrzostwo Węgier), a wiosną 2006 - w izraelskim Hapoelu Nacerat Illit. Latem 2006 przeszedł do greckiego Niki Wolos, ale nie rozegrał żadnego meczu i podczas przerwy zimowej sezonu 2006/2007 przeniósł się do cypryjskiego Olympiakosu Nikozja. Sezon 2007/2008 spędził w FC Den Bosch. W sezonie 2008/2009 został mistrzem Azerbejdżanu z Bakı FK, a swoją karierę kończył w 2009 roku jako zawodnik fińskiego JJK Jyväskylä.
| Sezon   | Klub                 | Kraj               | Rozgrywki                 | Mecze | Bramki |
| ------- | -------------------- | ------------------ | ------------------------- | ----- | ------ |
| 1993/94 | FK Pelister          | Macedonia Północna | Prwa Liga                 | ?     | ?      |
| 1994/95 | Partizan Belgrad     | Jugosławia         | Prva liga                 | 12    | 3      |
| 1995/96 | Partizan Belgrad     | Jugosławia         | Prva liga                 | 25    | 9      |
| 1996/97 | Partizan Belgrad     | Jugosławia         | Prva liga                 | 24    | 9      |
| 1997/98 | Barnsley             | Anglia             | Premier League            | 23    | 4      |
| 1998/99 | Barnsley             | Anglia             | Division One              | 3     | 0      |
| 1999/00 | Barnsley             | Anglia             | Division One              | 19    | 4      |
| 2000/01 | NEC Nijmegen         | Holandia           | Eredivisie                | 25    | 15     |
| 2001/02 | NEC Nijmegen         | Holandia           | Eredivisie                | 8     | 1      |
| 2002/03 | NEC Nijmegen         | Holandia           | Eredivisie                | 22    | 2      |
| 2003/04 | FC Zwolle            | Holandia           | Eerste divisie            | 13    | 4      |
| 2004/05 | Dunfermline Athletic | Szkocja            | Premier League            | 8     | 0      |
| 2005/06 | Debreceni VSC        | Węgry              | NB I                      | 2     | 0      |
| 2005/06 | Hapoel Nacerat Illit | Izrael             | Ligat ha’Al               | 7     | 3      |
| 2006/07 | Niki Wolos           | Grecja             | Superleague Ellada        | 0     | 0      |
| 2006/07 | Olympiakos Nikozja   | Cypr               | Protathlima A’ Kategorias | 6     | 0      |
| 2007/08 | FC Den Bosch         | Holandia           | Eerste divisie            | 27    | 8      |
| 2008/09 | Bakı FK              | Azerbejdżan        | Premyer Liqa              | 6     | 0      |
| 2009    | JJK Jyväskylä        | Finlandia          | Veikkausliiga             | 9     | 1      |

## Kariera reprezentacyjna
W reprezentacji Macedonii Christow zadebiutował 10 maja 1995 roku w zremisowanym 2:2 meczu eliminacji do Euro 96 z Armenią i w debiucie zdobył gola. W swojej karierze grał też w eliminacjach do MŚ 1998, Euro 2000, MŚ 2002 i Euro 2004. Od 1995 do 2005 roku rozegrał w kadrze narodowej 48 meczów i strzelił 16 goli.